# Vulpia alopecuros
Vulpia alopecuros és una espècie de planta herbàcia de la família de les Poàcies.

## Descripció
Són plantes cespitoses. Pocs cops són estoloníferes. Tiges de fins a 90 cm d'alçada, erectes o ascendents, estriades, glabres. Fulles amb lígula de 0,5 a 2 mm, truncada; limbe de fins a 22 cm de longitud i 0,5-6 mm d'amplada, pla, amb feix estriat i curtament pubescent i revers glabre o més o menys escabrós. Panícula de 2-20 cm, estretament cilíndrica o estretament oblongo-el·líptica, unilateral. Espiguetes de 12-28 mm, amb 49 flors hermafrodites, tot i que a vegades la terminal és estèril, glumes tan llargues o més curtes que les flors; la inferior de 0,5-3,5 mm, subulada, uninervada, glabra o curtament pubescent; la superior de 8,5-22 mm, lanceolada-el·líptica, trinervada, amb marge escariós estret, amb una aresta escabrosa de 0,5-5 mm, glabra o pubescent i amb pèls marginals llargs i sedosos. Lema (gumbel·la inferior) de 9-16 mm, lanceolada, amb 5 nervis i una aresta escabrosa d'1-16 mm, glabra o pilosa, com a mínim al marge. Palca (gumbel·la superior) de 5,3-8,5 mm, amb quilles ciliades com a mínim a la meitat superior. Anteres de 2,7-5 mm. Floreix d'abril a juny.

## Distribució i hàbitat
Es troba a prades sobre sòls sorrencs. Molt freqüent. Es distribueix per la península Ibèrica, Itàlia, Nord d'Àfrica i Regió Macaronèsia (Canàries).

## Taxonomia
Vulpia alopecuros va ser descrita per (Schousb.) Link i publicada a Observations sur les Graminées de la Flore Belgique 100. 1824.

### Etimologia
- Vulpia: El nom del gènere va ser nomenat en honor del botànic alemany J.S.Vulpius (1760–1840)[3]
- alopecuros: epítet llatí que significa "cua de guineu"[4]

### Sinonímia
| - Vulpia alopecuros (Schousb.) Link - Festuca savii Ten. - Festuca pubescens Zea ex Roem. & Schult. - Mygalurus alopecuroides Link - Bromus barbatus Savi - Festuca alopecuroides Ten. - Festuca alopecuros Schousb. - Festuca alopecuros var. glabrata - Festuca alopecuros var. lanata - Festuca ciliata Link - Festuca gibraltarica Willd. ex Steud. | - Festuca alopecuros var. silvatica - Festuca barbata Moench - Vulpia alopecuros subsp. schousboei - Vulpia alopecuros subsp. fibrosa - Vulpia alopecuros var. glabrata - Vulpia schousboei H. Lindb. - Vulpia alopecuros var. lanata - Vulpia alopecuros var. silvatica - Vulpia alopecuros var. oranensis - Vulpia fibrosa (H.Lindb.) A.W.Hill |

### Citologia
Nombre de cromosomes de Vulpia alopecuros (Fam. Gramineae) i tàxons infraespecífics: 2n=14.